# Георгий II Тертер
Георгий II Тертер (болг. Георги II Тертер) правил Болгарией в 1322—1323 годах. Дата рождения неизвестна.
Георгий был сыном Феодора Святослава и Ефросины, назван в честь деда Георгия I Тертера.
После смерти отца в 1322 году Георгий стал и новым царем и начал активно участвовать в гражданской войне в Византийской империи, где престол оспаривался между Андроником II Палеологом и его внуком Андроником III Палеологом. Воспользовавшись ситуацией, Георгий II Тертер вторгся в византийскую Фракию и практически не встречая никакого сопротивления захватил слабо охраняемый крупный город Филиппополь (Пловдив) и некоторые его окрестности в 1322 году.
Болгарский гарнизон, насчитывавший 2 тысячи пехоты и тысячу конницы, был вверен военачальнику Ивану Русину, в то время как придворный писатель присвоил Георгию титул «обладателя болгарского и греческого скипетра». Новая кампания, проведенная в том же году привела к захвату несколько крепостей вокруг Адрианополя, но болгары отступили из-за разгрома их армии Андроником III во Фракии.
Византийский император готовился к вторжению в Болгарию после того, как узнал о смерти Георгия, скончавшегося по-видимому, от естественных причин. У Георгия II Тертера не было потомков. Его преемником стал его дальний родственник Михаил III Шишман.